# Myiopharus barbata
Myiopharus barbata là một loài ruồi trong họ Tachinidae.